# Álex Millán
Álex Millán Gómez (* 23. November 2004 in Barcelona) ist ein spanischer Motorradrennfahrer. Er fährt 2023 in der FIM Stock-Europameisterschaft.

## Statistik

### Im Red Bull MotoGP Rookies Cup
(Stand: Jerez 2021)
| Saison | Rennen | Siege | Zweiter | Dritter | Poles | Schn. Runden | Punkte | Ergebnis |
| ------ | ------ | ----- | ------- | ------- | ----- | ------------ | ------ | -------- |
| 2020   | 12     | –     | –       | –       | –     | –            | 42     | 15.      |
| 2021   | 12     | –     | –       | 2       | 1     | –            | 86     | 10.      |
| Gesamt | 24     | 0     | 0       | 2       | 1     | 0            | 128    |          |

### In der Supersport-300-Weltmeisterschaft
(Stand: 10. April 2022)
| Saison | Team       | Motorrad           | Rennen | Siege | Zweiter | Dritter | Poles | Schn. Runden | Punkte | Ergebnis |
| ------ | ---------- | ------------------ | ------ | ----- | ------- | ------- | ----- | ------------ | ------ | -------- |
| 2020   | GP Project | Kawasaki Ninja 400 | –      | –     | –       | –       | –     | –            | –      | –        |
| 2021   | GP Project | Kawasaki Ninja 400 | 6      | –     | –       | –       | –     | –            | 2      | 41.      |
| 2022   | SMW Racing | Kawasaki Ninja 400 | 13     | –     | –       | –       | –     | –            | 25     | 22.      |
| Gesamt | Gesamt     | Gesamt             | 19     | 0     | 0       | 0       | 0     | 0            | 27     |          |

### Im European Talent Cup
| Saison | Team                | Rennen | Siege | Zweiter | Dritter | Poles | Schn. Runden | Punkte | Ergebnis |
| ------ | ------------------- | ------ | ----- | ------- | ------- | ----- | ------------ | ------ | -------- |
| 2018   | Hawkers Karium Arbo | 11     | 1     | –       | –       | 1     | –            | 29     | 18.      |
| 2019   | Aro Racing          | 11     | –     | –       | 1       | –     | –            | 55     | 12.      |
| Gesamt | Gesamt              | 22     | 1     | 0       | 1       | 1     | 0            | 84     |          |

## Verweise
- Alex Millan auf der offiziellen Seite des Red Bull Rookies Cups
- Álex Millán auf der offiziellen Website der Superbike- und Supersport-Weltmeisterschaft (englisch)

| Personendaten    | Personendaten                 |
| ---------------- | ----------------------------- |
| NAME             | Millán, Álex                  |
| ALTERNATIVNAMEN  | Millán Gómez, Álex            |
| KURZBESCHREIBUNG | spanischer Motorradrennfahrer |
| GEBURTSDATUM     | 23. November 2004             |
| GEBURTSORT       | Barcelona                     |